# Ross Hamilton
Ross Hamilton (* 1889; † 1965) war ein kanadischer Schauspieler.

## Leben
Ross Hamilton diente im Ersten Weltkrieg als Ambulanzfahrer der kanadischen Armee in Frankreich. Von Captain Mert Plunkett wurde er zu den Dumbells geholt, einer Varietégruppe der Truppenbetreuung. Hier wurde er 1917 mit seiner Rolle der Marjorie als Travestiekünstler bekannt. Der Schriftsteller Max Braithwaite erinnerte sich: „Those were the more innocent – or perhaps the more short-sighted days. Words like ‚homosexual‘ and ‚transvestite‘ weren’t kicked around as freely as they are now. Dressing up like a woman and singing and dancing like one, was looked upon as a damned clever trick – something like sawing a female in half, or making a rabbit disappear – nothing more.“
Hamilton spielte diese Rolle bis zur Auflösung der Dumbells 1932 und wirkte bei vielen Aufnahmen für His Master’s Voice mit. Im Zweiten Weltkrieg diente er erneut im Army Medical Corps, danach arbeitete er weiter als Entertainer. 